# Government Pension Fund-Norway
Government Pension Fund-Norway (en norvégien : Statens pensjonsfond Norge, SPN, en français « Fonds de pension gouvernemental-Norvège ») est un fonds souverain norvégien. Créé en 1967 par le Foletrygdloven sous le nom de Folketrygdfondet, le nom est changé au 1er janvier 2006, en même temps que celui de l'autre fonds souverain norvégien, le Government Pension Fund-Global.
Contrairement à ce dernier, le Government Pension Fund-Norway est destiné au soutien et au développement des entreprises norvégiennes.

## Composition du portefeuille
L'allocation des actifs s'effectue à 60 % en actions et à 40 % en obligations. 85 % des actifs sont investis en Norvège, le reste étant réparti entre le Danemark, la Suède et la Finlande. Il est par conséquent actionnaire de nombreuses sociétés cotées à la bourse d'Oslo.

## Gouvernance
Les règles de gouvernance et de transparence sont les mêmes que celle du Government Pension Fund-Global.